# Jari Lipponen
Jari Lipponen, född 17 oktober 1972, är en finländsk idrottare som tog silver i bågskytte vid olympiska sommarspelen 1992 i Barcelona.